# Barroco napolitano

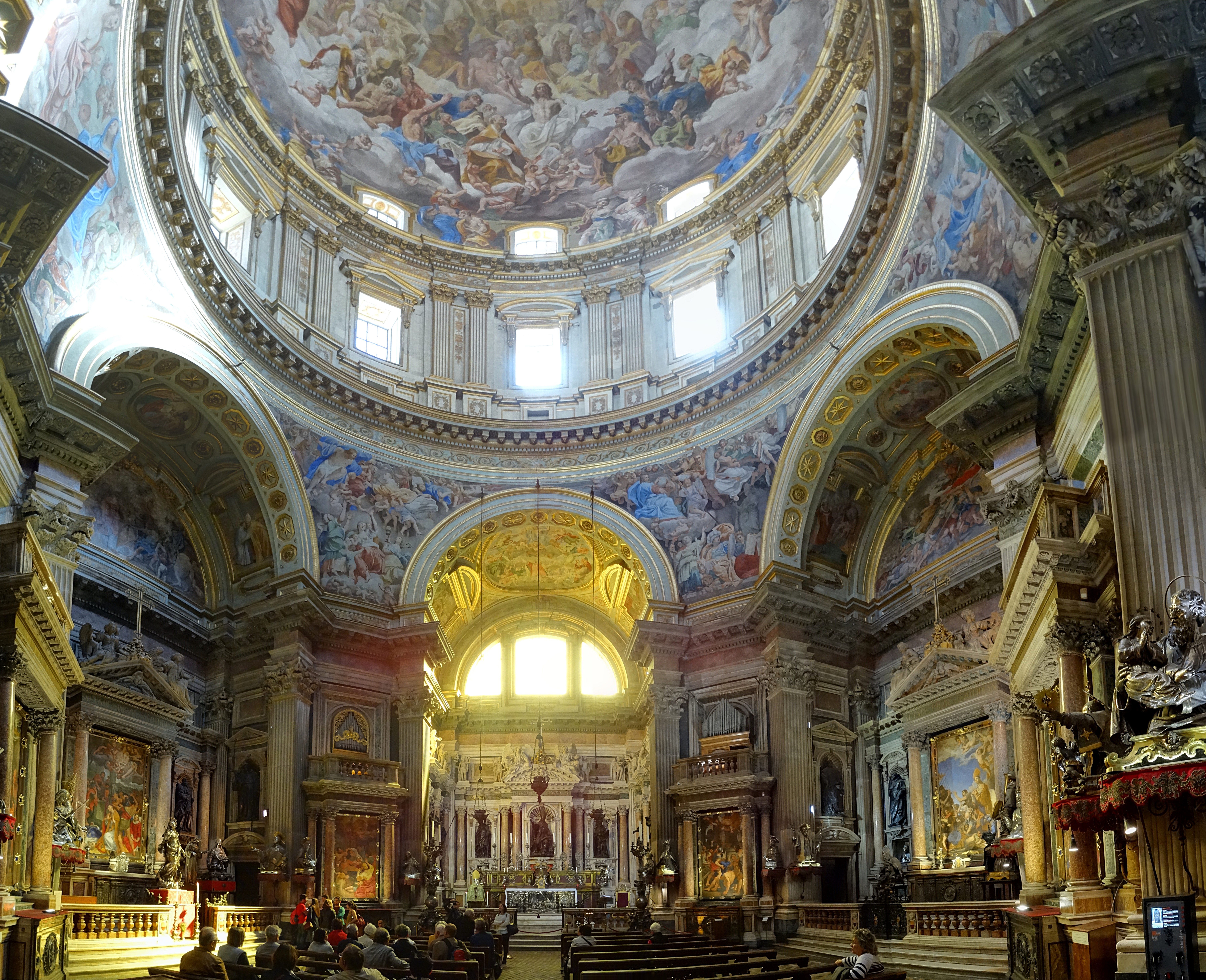
Vista da cúpula da capela Real do Tesouro de São Janeiro (1608-1646), obra de F. Grimaldi com frescos de Lanfranco e Domenichino

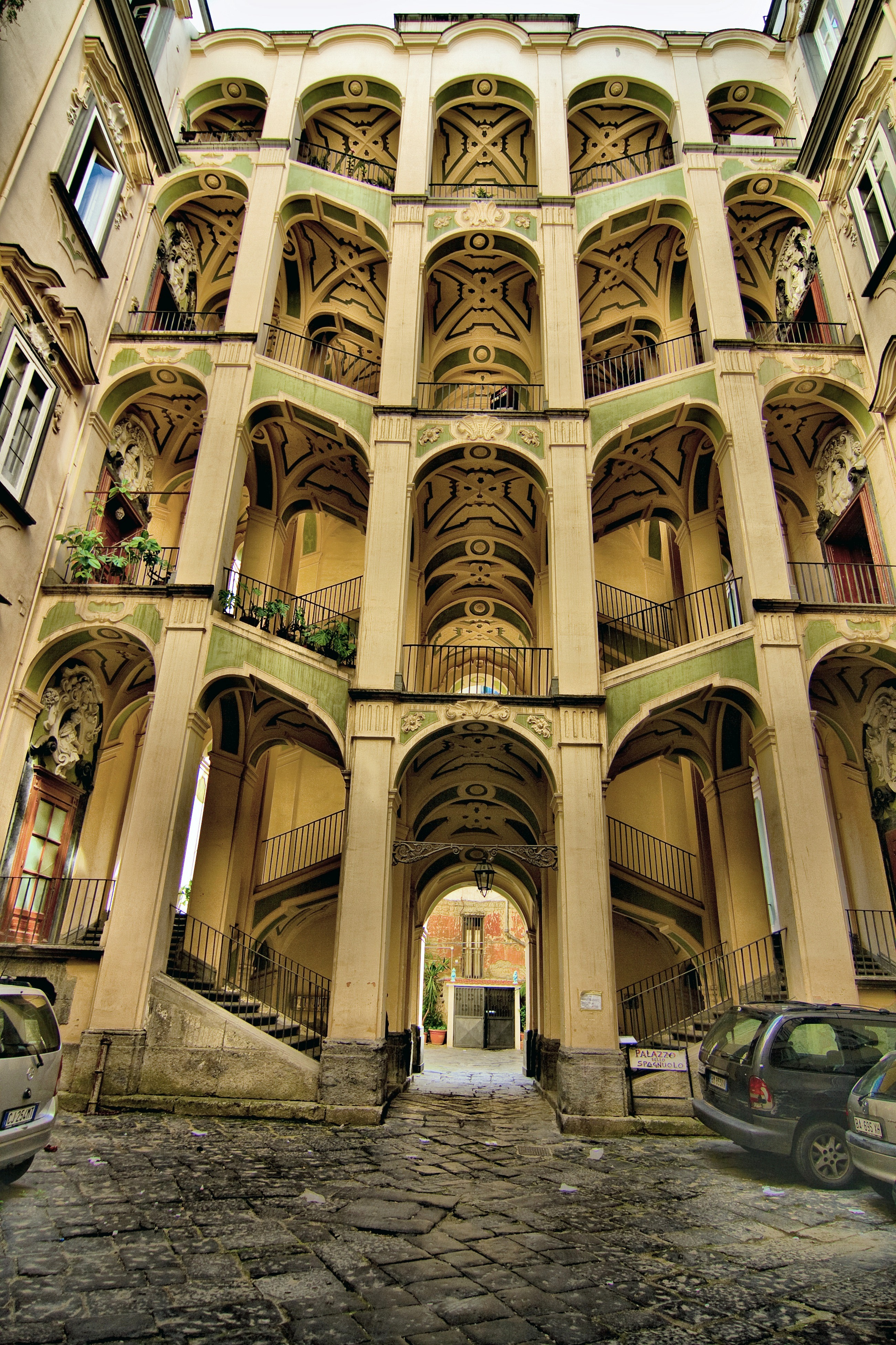
Escalera napolitana típica do Palazzo dello Spagnolo (1738, obra de Ferdinando Sanfelice e Francesco Attanasio

O Barroco Napolitano foi uma forma artística e arquitectónica que se desenvolveu em Nápoles no início do século XVII e floresceu em meados do mesmo século com as obras de vários arquitectos locais altamente qualificados, atingiu o seu auge com uma arquitectura influenciada pelo Rococó e pelo Barroco Austríaco e terminou em meados do século seguinte, com a chegada de arquitectos formados em arquitetura neoclássica. É reconhecido pelas suas impressionantes decorações em mármore e estuque que caracterizam a estrutura de suporte dos edifícios.
A arquitetura barroca no sul de Itália produziu os seus resultados mais significativos apenas no século XVIII. Entretanto, a partir de 1610 e nas décadas seguintes, em Nápoles, então sob domínio espanhol, foram construídas muitas igrejas barrocas, frequentemente adornadas com ricas decorações em mármore ou estuque (comparáveis aos interiores de Bernini), mas desprovidas das invenções espaciais e da sua fusão com a arquitetura típica do barroco romano.
Os residentes investigaram a atividade de arquitetos como Francesco Grimaldi (1543-1613), autor de alguns edifícios religiosos importantes (como a Basílica de Santa Maria degli Angeli em Pizzofalcone e a Capela Real do Tesouro de San Gennaro (1608-1646)) nos quais ainda se aplicava uma decoração barroca sobre plantas clássicas.
A figura mais proeminente na cidade de Nápoles foi Cosimo Fanzago (1591-1678), que trabalhou na certosa de San Martino, ergueu a igreja de Santa Maria Egiziaca em Pizzofalcone, o palazzo Donn'Anna e o Guglia di San Gennaro. A planta de Santa Maria Egiziaca, a igreja mais bela de Fanzago, está relacionada com iglesia de Sant'Agnese em Agone, enquanto o desenho da cúpula deriva de Sant'Andrea al Quirinale de Bernini; no entanto, ao contrário dos modelos romanos, existe uma extrema economia na definição dos pormenores e na ênfase dada às partes estruturais, pintadas de branco, que produzem um efeito de simplicidade imponente. O palazzo Donn'Anna (nunca concluído) e a Guglia di San Gennaro, por outro lado, representam duas estranhas criações compostas que testemunham a versatilidade de Fanzago no domínio do vasto leque de possibilidades oferecidas pela arquitectura do século XVII: desde a reinterpretação de motivos tradicionais à mistura de elementos maneiristas e barrocos.
Só no início do século XVIII, com Ferdinando Sanfelice (1675-1748), a arquitetura napolitana avançou para uma verdadeira sensibilidade barroca para formas espaciais complexas. Sanfelice foi sobretudo o arquitecto de uma arquitectura civil de elegância incomparável, baseada na interpenetração de espaços interiores e exteriores, que atingiu os níveis mais elevados nas grandiosas escadarias de dupla abóbada, como as do palazzo dello Spagnolo e do palazzo Sanfelice, edifício que o arquitecto construiu para ele e sua família na Rione Sanità.
A última fase da arquitetura barroca em Nápoles — já sob o domínio austríaco — e em Itália, é exemplificada no palácio de Caserta (1752-1774) de Luigi Vanvitelli, supostamente o maior edifício erguido na Europa no século XVIII. Inspirado nos modelos contemporâneos franceses e espanhóis, o palácio relaciona-se habilmente com a paisagem. Em Nápoles e Caserta, Vanvitelli praticou um estilo académico clássico e sóbrio, com igual atenção à estética e à engenharia, um estilo que tornaria fácil a transição para o neoclassicismo.
Este estilo, que se difundiu na Campânia e no sul do Lácio — onde foi construída a Abadia de Montecasino, um exemplo da arquitetura barroca napolitana fora de Nápoles — não atraiu a atenção da crítica internacional até ao século XX, graças ao livro Arquitetura Barroca e Rococó Napolitana de Anthony Blunt.